# Neptis taiwana
Neptis taiwana är en fjärilsart som beskrevs av Hans Fruhstorfer 1908. Neptis taiwana ingår i släktet Neptis och familjen praktfjärilar. Inga underarter finns listade i Catalogue of Life.